# Paola Suárez
Pour les articles homonymes, voir Suárez.
Ne pas confondre avec Carla Suárez Navarro, également joueuse de tennis.
Paola Suárez, née le 23 juin 1976 à Pergamino, est une joueuse de tennis argentine, professionnelle de 1994 à 2007.
Elle a remporté 44 titres en double dames sur le circuit WTA, parmi lesquels huit tournois du Grand Chelem et un Masters avec sa partenaire favorite, Virginia Ruano Pascual. Ensemble, elles ont atteint neuf finales consécutives en Grand Chelem, soit deux de moins que le record détenu par la paire américaine Martina Navrátilová/Pam Shriver.
Associée à sa compatriote Patricia Tarabini, elle a également décroché la médaille de bronze aux Jeux olympiques d'Athènes en 2004.
Numéro un mondiale en double pendant 87 semaines, elle compte parmi les toutes meilleures joueuses de l'histoire de son sport dans cette spécialité.
En simple, Paola Suárez a remporté quatre titres WTA, dont deux fois le Tournoi de Bogota. Elle remporte son dernier tournoi en simple sur le Circuit WTA à Canberra en janvier 2004.
Membre du top 10 mondial en 2004, elle atteint son meilleur résultat en Grand Chelem cette année-là, avec une place de demi-finaliste à Roland Garros battue par la russe Elena Dementieva.
Plus de quatre ans après sa retraite sportive, elle annonce en 2012 son retour à la compétition en double dames, afin de pouvoir participer aux Jeux olympiques de Londres. En février, elle dispute son premier match sur le circuit au tournoi WTA de Bogota, associée à sa compatriote Gisela Dulko, également ancienne numéro un mondiale en double dames.

## Palmarès

### Titres en simple dames
| No | Date       | Nom et lieu du tournoi             | Catégorie | Dotation  | Surface      | Finaliste          | Score          |          |
| -- | ---------- | ---------------------------------- | --------- | --------- | ------------ | ------------------ | -------------- | -------- |
| 1  | 16-02-1998 | Copa Colsanitas, Bogota            | Tier IV   | 107 500 $ | Terre (ext.) | Sonya Jeyaseelan   | 6-3, 6-4       | Parcours |
| 2  | 19-02-2001 | Copa Colsanitas, Bogota            | Tier III  | 170 000 $ | Terre (ext.) | Rita Kuti-Kis      | 6-2, 6-4       | Parcours |
| 3  | 09-06-2003 | Wien Energie Grand Prix, Vienne    | Tier III  | 170 000 $ | Terre (ext.) | Karolina Šprem     | 7-60, 2-6, 6-4 | Parcours |
| 4  | 12-01-2004 | Canberra Women’s Classic, Canberra | Tier V    | 110 000 $ | Dur (ext.)   | Silvia Farina Elia | 3-6, 6-4, 7-65 | Parcours |

### Finales en simple dames
| No | Date       | Nom et lieu du tournoi            | Catégorie | Dotation  | Surface      | Vainqueure         | Score          |          |
| -- | ---------- | --------------------------------- | --------- | --------- | ------------ | ------------------ | -------------- | -------- |
| 1  | 17-05-1999 | Open Villa de Madrid, Madrid      | Tier III  | 180 000 $ | Terre (ext.) | Lindsay Davenport  | 6-1, 6-3       | Parcours |
| 2  | 14-02-2000 | Brasil Ladies Open, São Paulo     | Tier IVa  | 140 000 $ | Terre (ext.) | Rita Kuti-Kis      | 4-6, 6-4, 7-5  | Parcours |
| 3  | 01-01-2001 | ASB Bank Classic, Auckland        | Tier V    | 110 000 $ | Dur (ext.)   | Meilen Tu          | 7-610, 6-2     | Parcours |
| 4  | 25-02-2002 | Abierto Mexicano Pegaso, Acapulco | Tier III  | 200 000 $ | Terre (ext.) | Katarina Srebotnik | 6-71, 6-4, 6-2 | Parcours |

### Titres en double dames
| No | Date       | Nom et lieu du tournoi                 | Catégorie | Dotation    | Surface      | Partenaire             | Finalistes                               | Score            |          |
| -- | ---------- | -------------------------------------- | --------- | ----------- | ------------ | ---------------------- | ---------------------------------------- | ---------------- | -------- |
| 1  | 29-04-1996 | “M” Elektronika Cup Bol                | Tier IV   | 107 500 $   | Terre (ext.) | Laura Montalvo         | Alexia Dechaume Alexandra Fusai          | 6-7, 6-3, 6-4    | Parcours |
| 2  | 12-01-1998 | ANZ Tasmanian International Hobart     | Tier IV   | 107 500 $   | Dur (ext.)   | Virginia Ruano Pascual | Julie Halard Janette Husárová            | 7-6, 6-3         | Parcours |
| 3  | 16-02-1998 | Copa Colsanitas Bogota                 | Tier IV   | 107 500 $   | Terre (ext.) | Janette Husárová       | Melissa Mazzotta Ekaterina Sysoeva       | 3-6, 6-2, 6-3    | Parcours |
| 4  | 20-04-1998 | Lotto Open Budapest                    | Tier IV   | 107 500 $   | Terre (ext.) | Virginia Ruano Pascual | Cătălina Cristea Laura Montalvo          | 4-6, 6-1, 6-1    | Parcours |
| 5  | 27-04-1998 | Croatian Ladies Open Bol               | Tier IV   | 107 500 $   | Terre (ext.) | Laura Montalvo         | Joannette Kruger Mirjana Lučić           | forfait          | Parcours |
| 6  | 04-05-1998 | Italian Open Rome                      | Tier I    | 926 250 $   | Terre (ext.) | Virginia Ruano Pascual | Amanda Coetzer Arantxa Sánchez           | 7-6, 6-4         | Parcours |
| 7  | 06-07-1998 | Piberstein Styria Open Maria Lankowitz | Tier IV   | 107 500 $   | Terre (ext.) | Laura Montalvo         | Tina Križan Katarina Srebotnik           | 6-1, 6-2         | Parcours |
| 8  | 17-05-1999 | Open Villa de Madrid Madrid            | Tier III  | 180 000 $   | Terre (ext.) | Virginia Ruano Pascual | Maria-Fernanda Landa Marlene Weingärtner | 6-2, 0-6, 6-0    | Parcours |
| 9  | 12-07-1999 | Prokom Polish Open Sopot               | Tier III  | 180 000 $   | Terre (ext.) | Laura Montalvo         | Gala León García María Antonia Sánchez   | 6-4, 6-3         | Parcours |
| 10 | 04-10-1999 | Brazil Open São Paulo                  | Tier IVa  | 142 500 $   | Terre (ext.) | Laura Montalvo         | Janette Husárová Florencia Labat         | 6-7, 7-5, 7-5    | Parcours |
| 11 | 07-02-2000 | Copa Colsanitas Bogota                 | Tier IVa  | 140 000 $   | Terre (ext.) | Laura Montalvo         | Rita Kuti-Kis Petra Mandula              | 6-4, 6-2         | Parcours |
| 12 | 14-02-2000 | Brasil Ladies Open São Paulo           | Tier IVa  | 140 000 $   | Terre (ext.) | Laura Montalvo         | Janette Husárová Florencia Labat         | 5-7, 6-4, 6-3    | Parcours |
| 13 | 17-04-2000 | Family Circle Cup Hilton Head          | Tier I    | 1 080 000 $ | Terre (ext.) | Virginia Ruano Pascual | Conchita Martínez Patricia Tarabini      | 7-5, 6-3         | Parcours |
| 14 | 10-07-2000 | Uniqa Grand Prix Klagenfurt            | Tier III  | 170 000 $   | Terre (ext.) | Laura Montalvo         | Barbara Schett Patty Schnyder            | 7-65, 6-1        | Parcours |
| 15 | 17-07-2000 | Idea Prokom Open Sopot                 | Tier III  | 170 000 $   | Terre (ext.) | Virginia Ruano Pascual | Åsa Svensson Rita Grande                 | 7-5, 6-1         | Parcours |
| 16 | 21-05-2001 | Open de España Madrid                  | Tier III  | 170 000 $   | Terre (ext.) | Virginia Ruano Pascual | Lisa Raymond Rennae Stubbs               | 7-5, 2-6, 7-64   | Parcours |
| 17 | 28-05-2001 | Roland-Garros Paris                    | G. Chelem | 3 745 147 $ | Terre (ext.) | Virginia Ruano Pascual | Jelena Dokić Conchita Martínez           | 6-2, 6-1         | Parcours |
| 18 | 09-07-2001 | Uniqa Grand Prix Vienne                | Tier III  | 170 000 $   | Terre (ext.) | Patricia Tarabini      | Vanessa Henke Lenka Němečková            | 6-4, 6-2         | Parcours |
| 19 | 18-02-2002 | Copa Colsanitas Bogota                 | Tier III  | 170 000 $   | Terre (ext.) | Virginia Ruano Pascual | Tina Križan Katarina Srebotnik           | 6-2, 6-1         | Parcours |
| 20 | 25-02-2002 | Abierto Mexicano Pegaso Acapulco       | Tier III  | 200 000 $   | Terre (ext.) | Virginia Ruano Pascual | Tina Križan Katarina Srebotnik           | 7-5, 6-1         | Parcours |
| 21 | 13-05-2002 | Italian Open Rome                      | Tier I    | 1 224 000 $ | Terre (ext.) | Virginia Ruano Pascual | Conchita Martínez Patricia Tarabini      | 6-3, 6-4         | Parcours |
| 22 | 27-05-2002 | Roland-Garros Paris                    | G. Chelem | 5 011 256 $ | Terre (ext.) | Virginia Ruano Pascual | Lisa Raymond Rennae Stubbs               | 6-4, 6-2         | Parcours |
| 23 | 12-08-2002 | Coupe Rogers Montréal                  | Tier I    | 1 224 000 $ | Dur (ext.)   | Virginia Ruano Pascual | Rika Fujiwara Ai Sugiyama                | 6-4, 7-64        | Parcours |
| 24 | 26-08-2002 | US Open Flushing Meadows               | G. Chelem | 6 261 690 $ | Dur (ext.)   | Virginia Ruano Pascual | Elena Dementieva Janette Husárová        | 6-2, 6-1         | Parcours |
| 25 | 09-09-2002 | Brasil Open Bahia                      | Tier II   | 650 000 $   | Dur (ext.)   | Virginia Ruano Pascual | Émilie Loit Rossana de los Ríos          | 6-4, 6-1         | Parcours |
| 26 | 07-04-2003 | Family Circle Cup Charleston           | Tier I    | 1 300 000 $ | Terre (ext.) | Virginia Ruano Pascual | Janette Husárová Conchita Martínez       | 6-0, 6-3         | Parcours |
| 27 | 05-05-2003 | German Open Berlin                     | Tier I    | 1 262 000 $ | Terre (ext.) | Virginia Ruano Pascual | Kim Clijsters Ai Sugiyama                | 6-3, 4-6, 6-4    | Parcours |
| 28 | 18-08-2003 | Pilot Pen Tennis New Haven             | Tier II   | 625 000 $   | Dur (ext.)   | Virginia Ruano Pascual | Alicia Molik Magüi Serna                 | 7-66, 6-3        | Parcours |
| 29 | 25-08-2003 | US Open Flushing Meadows               | G. Chelem | 6 682 980 $ | Dur (ext.)   | Virginia Ruano Pascual | Svetlana Kuznetsova Martina Navrátilová  | 6-2, 6-3         | Parcours |
| 30 | 03-11-2003 | Tour Championships Los Angeles         | Masters   | 3 000 000 $ | Dur (int.)   | Virginia Ruano Pascual | Kim Clijsters Ai Sugiyama                | 6-4, 3-6, 6-3    | Parcours |
| 31 | 19-01-2004 | Australian Open Melbourne              | G. Chelem | 5 590 310 $ | Dur (ext.)   | Virginia Ruano Pascual | Svetlana Kuznetsova Elena Likhovtseva    | 6-4, 6-3         | Parcours |
| 32 | 08-03-2004 | Pacific Life Open Indian Wells         | Tier I    | 2 100 000 $ | Dur (ext.)   | Virginia Ruano Pascual | Svetlana Kuznetsova Elena Likhovtseva    | 6-1, 6-2         | Parcours |
| 33 | 12-04-2004 | Family Circle Cup Charleston           | Tier I    | 1 300 000 $ | Terre (ext.) | Virginia Ruano Pascual | Martina Navrátilová Lisa Raymond         | 6-4, 6-1         | Parcours |
| 34 | 24-05-2004 | Roland-Garros Paris                    | G. Chelem | 5 982 126 $ | Terre (ext.) | Virginia Ruano Pascual | Svetlana Kuznetsova Elena Likhovtseva    | 6-0, 6-3         | Parcours |
| 35 | 30-08-2004 | US Open Flushing Meadows               | G. Chelem | 7 017 780 $ | Dur (ext.)   | Virginia Ruano Pascual | Svetlana Kuznetsova Elena Likhovtseva    | 6-4, 7-5         | Parcours |
| 36 | 25-10-2004 | SEAT Open Luxembourg                   | Tier III  | 225 000 $   | Dur (int.)   | Virginia Ruano Pascual | Jill Craybas Marlene Weingärtner         | 6-1, 6-71, 6-3   | Parcours |
| 37 | 28-02-2005 | Duty Free Women’s Open Dubaï           | Tier II   | 1 000 000 $ | Dur (ext.)   | Virginia Ruano Pascual | Svetlana Kuznetsova Alicia Molik         | 6-77, 6-2, 6-1   | Parcours |
| 38 | 07-03-2005 | Pacific Life Open Indian Wells         | Tier I    | 2 100 000 $ | Dur (ext.)   | Virginia Ruano Pascual | Nadia Petrova Meghann Shaughnessy        | 7-63, 6-1        | Parcours |
| 39 | 23-05-2005 | Roland-Garros Paris                    | G. Chelem | 5 301 154 $ | Terre (ext.) | Virginia Ruano Pascual | Cara Black Liezel Huber                  | 4-6, 6-3, 6-3    | Parcours |
| 40 | 08-08-2006 | JPMorgan Chase Open Los Angeles        | Tier II   | 600 000 $   | Dur (ext.)   | Virginia Ruano Pascual | Daniela Hantuchová Ai Sugiyama           | 6-3, 6-4         | Parcours |
| 41 | 18-09-2006 | China Open Pékin                       | Tier II   | 600 000 $   | Dur (ext.)   | Virginia Ruano Pascual | Anna Chakvetadze Elena Vesnina           | 6-2, 6-4         | Parcours |
| 42 | 25-09-2006 | Korea Tennis Championships Séoul       | Tier IV   | 145 000 $   | Dur (ext.)   | Virginia Ruano Pascual | Chuang Chia-Jung Mariana Díaz-Oliva      | 6-2, 6-3         | Parcours |
| 43 | 01-01-2007 | ASB Classic Auckland                   | Tier IV   | 145 000 $   | Dur (ext.)   | Janette Husárová       | Hsieh Su-Wei Shikha Uberoi               | 6-0, 6-2         | Parcours |
| 44 | 19-02-2007 | Copa Colsanitas Bogota                 | Tier III  | 175 000 $   | Terre (ext.) | Lourdes Domínguez Lino | Flavia Pennetta Roberta Vinci            | 1-6, 6-3, [11-9] | Parcours |

### Finales en double dames
| No | Date       | Nom et lieu du tournoi                    | Catégorie | Dotation    | Surface         | Vainqueures                          | Partenaire             | Score           |          |
| -- | ---------- | ----------------------------------------- | --------- | ----------- | --------------- | ------------------------------------ | ---------------------- | --------------- | -------- |
| 1  | 15-02-1999 | Copa Colsanitas Bogota                    | Tier IVa  | 142 500 $   | Terre (ext.)    | Seda Noorlander Christína Papadáki   | Laura Montalvo         | 6-4, 7-6        | Parcours |
| 2  | 29-05-2000 | Roland-Garros Paris                       | G. Chelem | 4 141 085 $ | Terre (ext.)    | Martina Hingis Mary Pierce           | Virginia Ruano Pascual | 6-2, 6-4        | Parcours |
| 3  | 21-08-2000 | Pilot Pen Tennis New Haven                | Tier II   | 535 000 $   | Dur (ext.)      | Julie Halard Ai Sugiyama             | Virginia Ruano Pascual | 6-4, 5-7, 6-2   | Parcours |
| 4  | 02-10-2000 | Princess Cup Tokyo                        | Tier II   | 535 000 $   | Dur (ext.)      | Julie Halard Ai Sugiyama             | Nana Miyagi            | 6-0, 6-2        | Parcours |
| 5  | 19-02-2001 | Copa Colsanitas Bogota                    | Tier III  | 170 000 $   | Terre (ext.)    | Tathiana Garbin Janette Husárová     | Laura Montalvo         | 6-4, 2-6, 6-4   | Parcours |
| 6  | 26-02-2001 | Abierto Mexicano Pegaso Acapulco          | Tier III  | 170 000 $   | Terre (ext.)    | María José Martínez Anabel Medina    | Virginia Ruano Pascual | 6-4, 6-75, 7-5  | Parcours |
| 7  | 05-03-2001 | Tennis Masters Series Indian Wells        | Tier I    | 2 050 000 $ | Dur (ext.)      | Nicole Arendt Ai Sugiyama            | Virginia Ruano Pascual | 6-4, 6-4        | Parcours |
| 8  | 16-04-2001 | Family Circle Cup XXIX Charleston         | Tier I    | 1 188 000 $ | Terre (ext.)    | Lisa Raymond Rennae Stubbs           | Virginia Ruano Pascual | 5-7, 7-65, 6-3  | Parcours |
| 9  | 14-05-2001 | Italian Open Rome                         | Tier I    | 1 200 000 $ | Terre (ext.)    | Cara Black Elena Likhovtseva         | Patricia Tarabini      | 6-1, 6-1        | Parcours |
| 10 | 18-03-2002 | NASDAQ-100 Open Miami                     | Tier I    | 2 860 000 $ | Dur (ext.)      | Lisa Raymond Rennae Stubbs           | Virginia Ruano Pascual | 7-64, 6-74, 6-3 | Parcours |
| 11 | 24-06-2002 | The Championships Wimbledon               | G. Chelem | 5 450 958 $ | Gazon (ext.)    | Serena Williams Venus Williams       | Virginia Ruano Pascual | 6-2, 7-5        | Parcours |
| 12 | 23-09-2002 | Sparkassen Cup Leipzig                    | Tier II   | 585 000 $   | Moquette (int.) | Alexandra Stevenson Serena Williams  | Janette Husárová       | 6-3, 7-5        | Parcours |
| 13 | 07-10-2002 | Porsche Grand Prix Filderstadt            | Tier II   | 625 000 $   | Dur (int.)      | Lindsay Davenport Lisa Raymond       | Meghann Shaughnessy    | 6-2, 6-4        | Parcours |
| 14 | 13-01-2003 | Australian Open Melbourne                 | G. Chelem | 4 838 625 $ | Dur (ext.)      | Serena Williams Venus Williams       | Virginia Ruano Pascual | 4-6, 6-4, 6-3   | Parcours |
| 15 | 14-04-2003 | Bausch & Lomb Championships Amelia Island | Tier II   | 585 000 $   | Terre (ext.)    | Lindsay Davenport Lisa Raymond       | Virginia Ruano Pascual | 7-5, 6-2        | Parcours |
| 16 | 26-05-2003 | Roland-Garros Paris                       | G. Chelem | 6 225 054 $ | Terre (ext.)    | Kim Clijsters Ai Sugiyama            | Virginia Ruano Pascual | 6-75, 6-2, 9-7  | Parcours |
| 17 | 23-06-2003 | The Championships Wimbledon               | G. Chelem | 6 246 871 $ | Gazon (ext.)    | Kim Clijsters Ai Sugiyama            | Virginia Ruano Pascual | 6-4, 6-4        | Parcours |
| 18 | 13-10-2003 | Swisscom Challenge Zurich                 | Tier I    | 1 300 000 $ | Dur (int.)      | Kim Clijsters Ai Sugiyama            | Virginia Ruano Pascual | 7-63, 6-2       | Parcours |
| 19 | 05-01-2004 | ASB Classic Auckland                      | Tier IV   | 140 000 $   | Dur (ext.)      | Mervana Jugić-Salkić Jelena Kostanić | Virginia Ruano Pascual | 7-66, 3-6, 6-1  | Parcours |
| 20 | 10-05-2004 | Italia Masters Rome                       | Tier I    | 1 300 000 $ | Terre (ext.)    | Nadia Petrova Meghann Shaughnessy    | Virginia Ruano Pascual | 2-6, 6-3, 6-3   | Parcours |
| 21 | 26-07-2004 | Acura Classic San Diego                   | Tier I    | 1 300 000 $ | Dur (ext.)      | Cara Black Rennae Stubbs             | Virginia Ruano Pascual | 4-6, 6-1, 6-4   | Parcours |
| 22 | 11-10-2004 | Ladies Kremlin Cup Moscou                 | Tier I    | 1 300 000 $ | Moquette (int.) | Anastasia Myskina Vera Zvonareva     | Virginia Ruano Pascual | 6-3, 4-6, 6-2   | Parcours |
| 23 | 18-10-2004 | Swisscom Challenge Zurich                 | Tier I    | 1 300 000 $ | Dur (int.)      | Cara Black Rennae Stubbs             | Virginia Ruano Pascual | 6-4, 6-4        | Parcours |
| 24 | 09-01-2006 | Medibank International Sydney             | Tier II   | 600 000 $   | Dur (ext.)      | Corina Morariu Rennae Stubbs         | Virginia Ruano Pascual | 6-3, 5-7, 6-2   | Parcours |
| 25 | 26-06-2006 | The Championships Wimbledon               | G. Chelem | 6 743 737 $ | Gazon (ext.)    | Yan Zi Zheng Jie                     | Virginia Ruano Pascual | 6-3, 3-6, 6-2   | Parcours |

### Finales en double mixte
| No | Date       | Nom et lieu du tournoi    | Catégorie | Dotation    | Surface      | Vainqueures                            | Partenaire   | Score    |          |
| -- | ---------- | ------------------------- | --------- | ----------- | ------------ | -------------------------------------- | ------------ | -------- | -------- |
| 1  | 28-05-2001 | Roland-Garros Paris       | G. Chelem | 3 745 147 $ | Terre (ext.) | Virginia Ruano Pascual Tomás Carbonell | Jaime Oncins | 7-5, 6-3 | Parcours |
| 2  | 14-01-2002 | Australian Open Melbourne | G. Chelem | 3 942 915 $ | Dur (ext.)   | Daniela Hantuchová Kevin Ullyett       | Gastón Etlis | 6-3, 6-2 | Parcours |

## Parcours en Grand Chelem

### En simple dames
| Année | Open d'Australie | Open d'Australie | Internationaux de France | Internationaux de France | Wimbledon       | Wimbledon         | US Open         | US Open            |
| ----- | ---------------- | ---------------- | ------------------------ | ------------------------ | --------------- | ----------------- | --------------- | ------------------ |
| 1994  | -                | -                | 1er tour (1/64)          | Brenda Schultz           | 1er tour (1/64) | Meike Babel       | 2e tour (1/32)  | Zina Garrison      |
| 1995  | -                | -                | 2e tour (1/32)           | A. Serra Zanetti         | -               | -                 | 1er tour (1/64) | Sandrine Testud    |
| 1996  | -                | -                | 2e tour (1/32)           | Sandrine Testud          | 1er tour (1/64) | Anne Miller       | 2e tour (1/32)  | Helena Suková      |
| 1997  | 2e tour (1/32)   | Silvia Farina    | 1er tour (1/64)          | Steffi Graf              | 1er tour (1/64) | Els Callens       | 3e tour (1/16)  | Mary Joe Fernández |
| 1998  | 2e tour (1/32)   | Flora Perfetti   | 2e tour (1/32)           | Gala León García         | 1er tour (1/64) | Mariana Díaz      | 1er tour (1/64) | Laura Granville    |
| 1999  | 1er tour (1/64)  | Steffi Graf      | 2e tour (1/32)           | Elena Likhovtseva        | 1er tour (1/64) | Ruxandra Dragomir | 2e tour (1/32)  | Angeles Montolio   |
| 2000  | 1er tour (1/64)  | Elena Dementieva | 1er tour (1/64)          | Natasha Zvereva          | 3e tour (1/16)  | Lindsay Davenport | 1er tour (1/64) | Sylvia Plischke    |
| 2001  | 4e tour (1/8)    | Amanda Coetzer   | 2e tour (1/32)           | Justine Henin            | 1er tour (1/64) | Anastasia Myskina | 1er tour (1/64) | Silvija Talaja     |
| 2002  | 1er tour (1/64)  | Martina Müller   | 1/4 de finale            | Clarisa Fernández        | 1er tour (1/64) | Jill Craybas      | 2e tour (1/32)  | Cho Yoon-jeong     |
| 2003  | 3e tour (1/16)   | Nicole Pratt     | 3e tour (1/16)           | Kim Clijsters            | 4e tour (1/8)   | Silvia Farina     | 1/4 de finale   | Lindsay Davenport  |
| 2004  | 3e tour (1/16)   | Patty Schnyder   | 1/2 finale               | Elena Dementieva         | 1/4 de finale   | Amélie Mauresmo   | 3e tour (1/16)  | Shinobu Asagoe     |
| 2005  | -                | -                | 1er tour (1/64)          | Anna Chakvetadze         | -               | -                 | -               | -                  |

À droite du résultat, l’ultime adversaire.

### En double dames
| Année | Open d'Australie         | Open d'Australie          | Internationaux de France        | Internationaux de France   | Wimbledon                    | Wimbledon                   | US Open                       | US Open                   |
| ----- | ------------------------ | ------------------------- | ------------------------------- | -------------------------- | ---------------------------- | --------------------------- | ----------------------------- | ------------------------- |
| 1996  | -                        | -                         | 1er tour (1/32) L. Montalvo     | Rita Grande Likhovtseva    | 1er tour (1/32) L. Montalvo  | Nana Miyagi S. Reece        | 1er tour (1/32) Maja Murić    | R. Dragomir T. Jecmenica  |
| 1997  | 1/4 de finale V. Ruano   | M. Hingis N. Zvereva      | 1er tour (1/32) L. Montalvo     | Els Callens G. Helgeson    | 1er tour (1/32) V. Ruano     | Katrina Adams Lori McNeil   | 2e tour (1/16) V. Ruano       | MJ Fernández Anke Huber   |
| 1998  | 2e tour (1/16) V. Ruano  | M. Bollegraf A. Sánchez   | 2e tour (1/16) V. Ruano         | K. Radford C. Morariu      | 2e tour (1/16) V. Ruano      | Els Callens Julie Halard    | 1/2 finale V. Ruano           | L. Davenport N. Zvereva   |
| 1999  | 2e tour (1/16) V. Ruano  | K. Hrdličková Tina Križan | 2e tour (1/16) V. Ruano         | M. Hingis A. Kournikova    | 3e tour (1/8) V. Ruano       | M. de Swardt E. Tatarkova   | 2e tour (1/16) V. Ruano       | Nana Miyagi Linda Wild    |
| 2000  | 2e tour (1/16) V. Ruano  | S. Jeyaseelan P. Schnyder | Finale V. Ruano                 | M. Hingis Mary Pierce      | 1/4 de finale V. Ruano       | Julie Halard Ai Sugiyama    | 1er tour (1/32) V. Ruano      | L. Osterloh A. Stevenson  |
| 2001  | 1/4 de finale V. Ruano   | L. Davenport C. Morariu   | Victoire V. Ruano               | Jelena Dokić C. Martínez   | 1/2 finale V. Ruano          | Kim Clijsters Ai Sugiyama   | 3e tour (1/8) V. Ruano        | S. Testud Roberta Vinci   |
| 2002  | 3e tour (1/8) V. Ruano   | S. Asagoe Rika Fujiwara   | Victoire V. Ruano               | Lisa Raymond Rennae Stubbs | Finale V. Ruano              | S. Williams V. Williams     | Victoire V. Ruano             | E. Dementieva J. Husárová |
| 2003  | Finale V. Ruano          | S. Williams V. Williams   | Finale V. Ruano                 | Kim Clijsters Ai Sugiyama  | Finale V. Ruano              | Kim Clijsters Ai Sugiyama   | Victoire V. Ruano             | S. Kuznetsova Navrátilová |
| 2004  | Victoire V. Ruano        | S. Kuznetsova Likhovtseva | Victoire V. Ruano               | S. Kuznetsova Likhovtseva  | 1/2 finale V. Ruano          | Cara Black Rennae Stubbs    | Victoire V. Ruano             | S. Kuznetsova Likhovtseva |
| 2005  | -                        | -                         | Victoire V. Ruano               | Cara Black Liezel Huber    | -                            | -                           | -                             | -                         |
| 2006  | 1/4 de finale V. Ruano   | Yan Zi Zheng Jie          | 2e tour (1/16) V. Ruano         | Chakvetadze Elena Vesnina  | Finale V. Ruano              | Yan Zi Zheng Jie            | 1/4 de finale V. Ruano        | N. Dechy V. Zvonareva     |
| 2007  | 1er tour (1/32) V. Ruano | Émilie Loit Nicole Pratt  | 1er tour (1/32) A.-L. Grönefeld | M. Krajicek A. Radwańska   | 1er tour (1/32) T. Garbin    | S. Kuznetsova Nadia Petrova | 1er tour (1/32) Roberta Vinci | Marta Marrero Selima Sfar |
| 2012  | -                        | -                         | 2e tour (1/16) Gisela Dulko     | R. Voráčová K. Zakopalová  | 1er tour (1/32) Gisela Dulko | Irina Falconi C. Scheepers  | -                             | -                         |

sous le résultat, la partenaire ; à droite, l’ultime équipe adverse.

### En double mixte
| Année | Open d'Australie              | Open d'Australie            | Internationaux de France     | Internationaux de France  | Wimbledon                    | Wimbledon                | US Open                       | US Open                    |
| ----- | ----------------------------- | --------------------------- | ---------------------------- | ------------------------- | ---------------------------- | ------------------------ | ----------------------------- | -------------------------- |
| 1996  | -                             | -                           | -                            | -                         | 1er tour (1/32) Jon Ireland  | K. Boogert A. Olhovskiy  | -                             | -                          |
| 1998  | 1er tour (1/16) N. Lapentti   | K. Guse A. Kratzmann        | -                            | -                         | 1er tour (1/32) David Roditi | S. Noorlander N. Godwin  | 1er tour (1/16) D. Orsanic    | Nana Miyagi David Roditi   |
| 1999  | 1er tour (1/16) Mariano Hood  | Debbie Graham E. Ferreira   | -                            | -                         | -                            | -                        | 1er tour (1/16) Wayne Arthurs | F. Labat Chris Haggard     |
| 2000  | -                             | -                           | -                            | -                         | 3e tour (1/8) Dušan Vemić    | Anke Huber Joshua Eagle  | 2e tour (1/8) Jaime Oncins    | Åsa Svensson Nicklas Kulti |
| 2001  | 1er tour (1/16) Martín García | Jelena Dokić N. Zimonjić    | Finale Jaime Oncins          | V. Ruano T. Carbonell     | 2e tour (1/16) Lucas Arnold  | Liezel Huber Mike Bryan  | 1er tour (1/16) Martín García | A. Sidot Sandon Stolle     |
| 2002  | Finale Gastón Etlis           | D. Hantuchová Kevin Ullyett | 1er tour (1/16) Lucas Arnold | Lisa Raymond Leander Paes | 1er tour (1/32) Gastón Etlis | T. Musgrave A. Kratzmann | 1er tour (1/16) M. Rodríguez  | A. Spears Nathan Healey    |
| 2003  | -                             | -                           | 1/2 finale T. Woodbridge     | Likhovtseva M. Bhupathi   | 3e tour (1/8) M. Bhupathi    | Tulyaganova N. Zimonjić  | 2e tour (1/8) M. Bhupathi     | Liezel Huber Pavel Vízner  |
| 2006  | 1er tour (1/16) Mark Knowles  | Alizé Cornet Gaël Monfils   | 1er tour (1/16) Mark Knowles | A. Myskina Jürgen Melzer  | -                            | -                        | -                             | -                          |
| 2007  | 1er tour (1/16) Simon Aspelin | Nicole Pratt Ashley Fisher  | 1er tour (1/16) M. Bhupathi  | T. Garbin Paul Hanley     | 2e tour (1/16) Martín García | S. Stosur Bob Bryan      | 2e tour (1/8) Kevin Ullyett   | Liezel Huber Jamie Murray  |

sous le résultat, le partenaire ; à droite, l’ultime équipe adverse.

## Parcours en «Premier Mandatory» et «Premier 5»
Découlant d'une réforme du circuit WTA inaugurée en 2009, les tournois WTA « Premier Mandatory » et « Premier 5 » constituent les catégories d'épreuves les plus prestigieuses, après les quatre levées du Grand Chelem.

### En double dames
| Année               | Premier Mandatory | Premier Mandatory | Premier Mandatory | Premier Mandatory   | Premier Mandatory | Premier Mandatory | Premier Mandatory | Premier Mandatory | Premier 5 | Premier 5 | Premier 5 | Premier 5           | Premier 5    | Premier 5 | Premier 5 | Premier 5               | Premier 5           | Premier 5  | Premier 5 | Premier 5 | Premier 5 | Premier 5 |
| Année               | Indian Wells      | Indian Wells      | Miami             | Miami               | Madrid            | Madrid            | Pékin             | Pékin             | Dubaï     | Dubaï     | Doha      | Doha                | Rome         | Rome      | Canada    | Canada                  | Cincinnati          | Cincinnati | Tokyo     | Tokyo     | Wuhan     | Wuhan     |
| ------------------- | ----------------- | ----------------- | ----------------- | ------------------- | ----------------- | ----------------- | ----------------- | ----------------- | --------- | --------- | --------- | ------------------- | ------------ | --------- | --------- | ----------------------- | ------------------- | ---------- | --------- | --------- | --------- | --------- |
| 2012                |                   |                   |                   |                     |                   |                   |                   |                   |           |           |           |                     |              |           |           |                         |                     |            |           |           |           |           |
| 1/4 de finale Dulko | Mirza Vesnina     | 1/2 finale Dulko  | Errani Vinci      | 1/4 de finale Dulko | Makarova Vesnina  | —                 | —                 |                   |           | —         | —         | 2e tour (1/8) Dulko | Errani Vinci | —         | —         | 2e tour (1/8) Dushevina | Llagostera Martínez | —          | —         |           |           |           |

N.B. : le nom de la partenaire se trouve sous le résultat ; le nom des ultimes adversaires se trouve à droite.

## Parcours aux Masters

### En double dames
| # | Date       | Nom de l'édition               | ($)       | Surface         | Résultat      | Partenaire     | Ultimes adversaires           | Score         |          |
| - | ---------- | ------------------------------ | --------- | --------------- | ------------- | -------------- | ----------------------------- | ------------- | -------- |
| 1 | 13/11/2000 | Chase Championships New York   | 2 000 000 | Moquette (int.) | 1/4 de finale | Virginia Ruano | Nicole Arendt Manon Bollegraf | 6-4, 6-2      | Parcours |
| 2 | 29/10/2001 | WTA Championships Munich       | 3 000 000 | Dur (int.)      | 1/2 finale    | Virginia Ruano | Lisa Raymond Rennae Stubbs    | 6-3, 3-0 ab.  | Parcours |
| 3 | 04/11/2002 | WTA Championships Los Angeles  | 3 000 000 | Dur (int.)      | 1/4 de finale | Virginia Ruano | Rika Fujiwara Ai Sugiyama     | 6-4, 6-3      | Parcours |
| 4 | 03/11/2003 | Tour Championships Los Angeles | 3 000 000 | Dur (int.)      | Victoire      | Virginia Ruano | Kim Clijsters Ai Sugiyama     | 6-4, 3-6, 6-3 | Parcours |
| 5 | 08/11/2004 | Tour Championships Los Angeles | 3 000 000 | Dur (int.)      | 1/2 finale    | Virginia Ruano | Cara Black Rennae Stubbs      | 7-67, 6-4     | Parcours |

## Parcours aux Jeux olympiques

### En simple dames
| # | Date       | Nom de l'olympiade           | Surface    | Résultat        | Ultime adversaire | Score          |          |
| - | ---------- | ---------------------------- | ---------- | --------------- | ----------------- | -------------- | -------- |
| 1 | 19/09/2000 | Olympic Tennis Event Sydney  | Dur (ext.) | 1er tour (1/32) | Lindsay Davenport | 6-2, 6-2       | Parcours |
| 2 | 15/08/2004 | Olympic Tennis Event Athènes | Dur (ext.) | 2e tour (1/16)  | Fabiola Zuluaga   | 4-6, 7-64, 6-1 | Parcours |

### En double dames
| # | Date       | Nom de l'olympiade             | Surface      | Résultat        | Partenaire        | Ultimes adversaires                 | Score    |          |
| - | ---------- | ------------------------------ | ------------ | --------------- | ----------------- | ----------------------------------- | -------- | -------- |
| 1 | 19/09/2000 | Olympic Tennis Event Sydney    | Dur (ext.)   | 2e tour (1/8)   | Laura Montalvo    | Milagros Sequera María Vento-Kabchi | 6-4, 6-1 | Parcours |
| 2 | 15/08/2004 | Olympic Tennis Event Athènes   | Dur (ext.)   | Bronze          | Patricia Tarabini | Shinobu Asagoe Ai Sugiyama          | 6-3, 6-0 | Parcours |
| 3 | 28/07/2012 | Olympic Tennis Event Wimbledon | Gazon (ext.) | 1er tour (1/16) | Gisela Dulko      | Li Na Zhang Shuai                   | 6-4, 6-2 | Parcours |

## Parcours en Fed Cup
| #                                                                     | Date       | Lieu         | Surface      | Gagnante(s)                    | Perdante(s)                        | Score               |          |
|                                                                       |            |              |              |                                |                                    |                     |          |
| 1996 - 1/4 de finale (groupe mondial) - France - Argentine - 3 : 2    |            |              |              |                                |                                    |                     |          |
| 1                                                                     | 27/04/1996 | Amiens       | Terre (ext.) | Julie Halard                   | Paola Suárez                       | 6-4, 7-67           | Parcours |
| 1                                                                     | 27/04/1996 | Amiens       | Terre (ext.) | Paola Suárez                   | Nathalie Tauziat                   | 7-65, 6-1           | Parcours |
|                                                                       |            |              |              |                                |                                    |                     |          |
| 1999 - Barrage (groupe mondial II) - Argentine - Australie - 0 : 3    |            |              |              |                                |                                    |                     |          |
| 2                                                                     | 21/07/1999 | Amsterdam    | Dur (ext.)   | Jelena Dokić                   | Paola Suárez                       | 6-4, 7-5            | Parcours |
| 2                                                                     | 21/07/1999 | Amsterdam    | Dur (ext.)   | Catherine Barclay Nicole Pratt | Laura Montalvo Paola Suárez        | 6-4, 6-4            | Parcours |
|                                                                       |            |              |              |                                |                                    |                     |          |
| 1999 - Barrage (groupe mondial II) - Argentine - Roumanie - 2 : 1     |            |              |              |                                |                                    |                     |          |
| 3                                                                     | 22/07/1999 | Amsterdam    | Dur (ext.)   | Ruxandra Dragomir              | Paola Suárez                       | 6-1, 5-7, 6-2       | Parcours |
| 3                                                                     | 22/07/1999 | Amsterdam    | Dur (ext.)   | Laura Montalvo Paola Suárez    | Cătălina Cristea Ruxandra Dragomir | 6-4, 7-5            | Parcours |
|                                                                       |            |              |              |                                |                                    |                     |          |
| 1999 - Barrage (groupe mondial II) - Argentine - Taïwan - 3 : 0       |            |              |              |                                |                                    |                     |          |
| 4                                                                     | 23/07/1999 | Amsterdam    | Dur (ext.)   | Paola Suárez                   | Wang Shi-Ting                      | 3-6, 6-4, 6-4       | Parcours |
| 4                                                                     | 23/07/1999 | Amsterdam    | Dur (ext.)   | Laura Montalvo Paola Suárez    | Hsu Hsueh-Li Wang Shi-Ting         | 6-2, 6-2            | Parcours |
|                                                                       |            |              |              |                                |                                    |                     |          |
| 2001 - 1/4 de finale (groupe mondial) - Allemagne - Argentine - 1 : 4 |            |              |              |                                |                                    |                     |          |
| 5                                                                     | 21/07/2001 | Hambourg     | Terre (ext.) | Paola Suárez                   | Barbara Rittner                    | 3-6, 6-3, 6-2       | Parcours |
| 5                                                                     | 21/07/2001 | Hambourg     | Terre (ext.) | Paola Suárez                   | Anke Huber                         | 4-6, 6-3, 12-10     | Parcours |
|                                                                       |            |              |              |                                |                                    |                     |          |
| 2002 - 1er tour (groupe mondial) - Argentine - France - 2 : 3         |            |              |              |                                |                                    |                     |          |
| 6                                                                     | 27/04/2002 | Buenos Aires | Terre (ext.) | Paola Suárez                   | Sandrine Testud                    | 7-5, 6-4            | Parcours |
| 6                                                                     | 27/04/2002 | Buenos Aires | Terre (ext.) | Amélie Mauresmo                | Paola Suárez                       | 6-4, 6-3            | Parcours |
|                                                                       |            |              |              |                                |                                    |                     |          |
| 2004 - 1er tour (groupe mondial) - Argentine - Japon - 4 : 1          |            |              |              |                                |                                    |                     |          |
| 7                                                                     | 24/04/2004 | Buenos Aires | Terre (ext.) | Paola Suárez                   | Akiko Morigami                     | 6-4, 6-0            | Parcours |
| 7                                                                     | 24/04/2004 | Buenos Aires | Terre (ext.) | Paola Suárez                   | Ai Sugiyama                        | 6-74, 6-3, 7-6, ab. | Parcours |

## Classements WTA en fin de saison

### En simple
| Année | 1991 | 1992 | 1993 | 1994 | 1995 | 1996 | 1997 | 1998 | 1999 | 2000 | 2001 | 2002 | 2003 | 2004 | 2005 | 2006 | 2007 |
| Rang  | 580  | 221  | 269  | 110  | 130  | 62   | 115  | 85   | 71   | 37   | 27   | 27   | 14   | 16   | 232  | 179  | 289  |

source : (en) « Classements de Paola Suárez », sur le site officiel du WTA Tour

### En double
| Année | 1991 | 1992 | 1993 | 1994 | 1995 | 1996 | 1997 | 1998 | 1999 | 2000 | 2001 | 2002 | 2003 | 2004 | 2005 | 2006 | 2007 | 2012 |
| Rang  | 487  | 246  | 340  | -    | 422  | 83   | 52   | 23   | 40   | 7    | 6    | 1    | 1    | 2    | 17   | 14   | 103  | 49   |

source : (en) « Classements de Paola Suárez », sur le site officiel du WTA Tour